# Qui a tué le rouge-gorge ?
Pour plus de détails, voir Fiche technique et Distribution.
Qui a tué le rouge-gorge ? (Who Killed Cock Robin?) est un court métrage d'animation américain de la série des Silly Symphonies réalisé par David Hand, pour United Artists, sorti le 26 juin 1935. L'histoire est basée sur une chanson pour enfants anglaise The Death and Burial of Cock Robin publiée pour la première fois en 1744 à Londres dans Tommy Thumb's Pretty Song Book,.

## Synopsis
Le chanteur Rouge-Gorge faisait une sérénade à son amoureuse, une sémillante femelle, au moment où il se fait tuer par une flèche. Débute alors une enquête policière suivit d'un procès où trois coupables comparaissent à la barre : Black Bird (un merle noir), Legs Sparrow (un moineau) et Cuckoo (un coucou). Le procès n'aboutit à rien, principalement par manque de preuve et à cause d'une chanson de Jenny Wren en pleine salle d'audience, perturbant le Juge Hiboux. C'est alors que survient Dan Cupid, une personnification de Cupidon, qui avoue l'envoi de la flèche et révèle que Rouge-Gorge n'est pas mort, mais qu'il est seulement tombé amoureux.

## Fiche technique
- Titre original : Who Killed Cock Robin?
- Autres Titres [4]:
  -  Allemagne : Wie starb Cock Robin?
  -  France : Qui a tué le rouge-gorge?
  -  Suède : Vem sköt Cock Robin?
- Série : Silly Symphonies
- Réalisateur : David Hand
- Scénario : Bill Cottrell
- Voix[3]: Martha Wentworth (Jenny Wren), Billy Bletcher (Judge Owl), Leo Clary (policier), Purv Pullen (chant ouverture), Homer Hall Male Quartet et High Male Male Quartet (jurés)
- Animateurs[3] : Hamilton Luske, Bob Wickersham, Eric Larson, Hardie Gramatky, Clyde Geronimi, Norman Ferguson, Bill Roberts, Dick Lundy
- Son : Mono (RCA Sound System[4])
- Musique [3]: Frank Churchill
  - Musiques originales : Who Killed Cock Robin?, Will You Love Me Tonight?, Somebody Rubbed Out My Robin
  - Extrait de A-Hunting We Will Go (traditionnel)
- Producteur : Walt Disney
- Société de production : Walt Disney Productions
- Distributeur : United Artists, RKO Radio Pictures
- Date de sortie : 26 juin 1935[4],[5]
- Autres Dates[3] :
  - Annoncée : 29 juin 1935
  - Dépôt de copyright : 5 juin 1935
  - Première à Los Angeles : 11 au 17 juillet 1935 au Grauman's Chinese Theatre et au Loew's State en première partie de Ginger de Lewis Seiler et Murder in the Fleet d'Edward Sedgwick
  - Première à New York :
    - 19 au 25 juin 1935 au Rivoli en première partie de Nell Gwyn (en) de Herbert Wilcox
    - 27 juin au 17 juillet 1935 au  Radio City Music Hall en première partie de Love Me Forever de Victor Schertzinger
- Format d'image : Couleur (Technicolor[4]
- Durée : 8 min 46 s
- Langue : (en)
- Pays :  États-Unis

## Voix françaises
- Roger Carel : Les deux principaux suspects
- Véronique Augereau : le cupidon

## Distinction
- Oscar du meilleur court-métrage d'animation 1935
- Prix spécial à la Mostra de Venise 1936 conjointement avec Trois petits orphelins et Mickey patine[3].

## Commentaires
L'aspect du personnage de Jenny Wren, œuvre de Hamilton Luske, est inspiré de l'actrice américaine Mae West. Les expressions du visage seraient des études préparatoires pour le personnage de Blanche-Neige dans Blanche-Neige et les Sept Nains (1937). Ce personnage est réutilisé dans Le Retour de Toby la tortue (1936), suite de Le Lièvre et la Tortue (1935) tous deux réalisés par Wilfred Jackson. Pour Alex Wainer, l'oiseau noir basé sur l'acteur afro-américain Stepin Fetchit est un stéréotype racial.
Une partie du film a été reprise dans le moyen-métrage C'est pas drôle d'être un oiseau (1969) réalisé par Ward Kimball.
Une version raccourcie du film a été diffusée le 17 avril 1957 dans l'émission Disneyland.